# Łańcuch zakażeń
Łańcuch zakażeń – przenoszenie drobnoustrojów (bakterii, wirusów, grzybów) i z jednego pacjenta na drugiego poprzez kontakt z krwią, śliną oraz niezdezynfekowanymi powierzchniami dotykowymi oraz narzędziami medycznymi. 
Wszystko, co ma bezpośredni kontakt z pacjentem, jest potencjalnym źródłem zakażeń łańcuchowych. Mikroorganizmy mogą także przenosić się za pośrednictwem personelu medycznego.